# I Want You to Know
"I Want You To Know" é uma canção do DJ alemão Zedd, com os vocais da atriz e cantora Americana Selena Gomez, gravada para seu segundo álbum de estúdio, True Colors. Foi composta pelo intérprete, Ryan Tedder, KDrew e Anton Zaslavski, sendo produzida por Zedd. O tema foi lançado como single carro-chefe do álbum do alemão através da gravadora Interscope em 23 de Fevereiro de 2015.
Em termos de desempenho comercial, "I Want You To Know" vendeu 102 mil downloads pagos em sua semana de lançamento nos Estados Unidos, resultando na sua estreia na 17° posição da Billboard Hot 100. A canção alcançou o topo da Billboard Hot Dance/Electronic Songs
Um videoclipe da canção foi dirigido por Brent Bonacorso e lançado em 11 de Março de 2015 no VEVO.No clipe mostra Selena Gomez dançando em uma festa, e Zedd aparecendo espontaneamente como reflexos. Atualmente o vídeo já possui mais de 100 milhões de exibições. Atualmente a canção já registra mais de 800,000 downloads pagos nos Estados Unidos e 100,000 no Reino Unido, nos Estados Unidos recebeu respectivamente o certificado de Platina, mundialmente a canção já ultrapassa a marca de 1,000,000 downloads pagos.

## Antecedentes e Produção
Após Selena Gomez findar seu contrato com a Hollywood Records, com o lançamento da coletânea For You, a cantora e atriz assinou com a Interscope, na qual Zedd é contratado. O DJ afirmou que conheceu Selena em um dia de folga, no qual ele estava comprando objetos para sua casa e sentiu vontade de ir ao banheiro na rua. Como estava perto do estúdio da gravadora, foi até lá para usar o banheiro. "Eu queria fazer xixi", afirmou o alemão à rádio 97.1 AMP.
Ao chegar ao estúdio, ele encontrou o presidente da gravadora, que tinha acabado de assinar contrato com Selena. "Ele me disse 'Você já conheceu a Selena?'. Foi isso literalmente que ele me falou, e então me apresentou e disse 'Olha, ela é legal, vocês podiam fazer uma música juntos'. E uma semana depois, começamos a trabalhar em uma faixa. Tudo porque eu queria fazer xixi.", narrou.
As especulações sobre uma suposta parceria entre ambos, começaram em Dezembro de 2014, quando Selena publicou uma foto de ambos em uma rede social. A partir disso, várias fotos dos dois, passaram a ser hábito e até um namoro entre Zedd e Selena foi especulado.

## Recepção da crítica
“A produção é assinatura do Zedd, com uma construção lenta até cordas paralelas gigantescas. E não seria uma música dance se não houvesse os aplausos e as batidas pulsantes. Já a Selena está cada vez mais próxima do EDM – seu último álbum foi o Stars Dance, uma coleção de músicas eletrônicas como “Slow Down” – então sua voz combina perfeitamente. Ela canta sobre uma relação sincronizada – aquela que ambas as pessoas estão no mesmo nível.”
-MTV sobre a canção e os vocais de sua intérprete
“Depois de ouvir uma vez “I Want You To Know” ficou claro que a música será um “deve tocar” em festivais de todo o mundo para Zedd. Os vocais inocentes da Selena desliza o colorido pano de fundo, trazendo vibrações positivas e sentimentos por dias. “I Want You To Know” estará incluído no próximo álbum de ambos, Zedd e Selena.”
-A Complex também deu sua opinião sobre a faixa

## Vídeo musical
O vídeo musical foi lançado no dia 10 de Março de 2015, no VEVO. Foi dirigido por Brent Bonacorso e editado por Anthony Chirco. O DJ Zedd afirmou: "Vai ser um clipe sexy dos anos 70, com um monte de feitos interessantes, vai ser muito legal". O clipe mostra Selena indo a uma festa para dançar. Zedd aparece como holograma e, em alguns momentos, ao lado de Selena.

## Desempenho nas tabelas musicais

### Posições
| Tabela musical (2015)                                   | Melhor posição |
| ------------------------------------------------------- | -------------- |
| Argentina - ARIA                                        | 23             |
| Austrália - Ö3 Austria Top 40                           | 36             |
| Bélgica - Ultratip                                      | 6              |
| Canadá - (Canadian Hot 100)                             | 19             |
| Estados Unidos - (Billboard Hot 100)                    | 17             |
| Estados Unidos - (Billboard Hot Dance/Electronic Songs) | 1              |
| Estados Unidos - (Billboard Pop Songs)                  | 11             |
| Estados Unidos - (Billboard Hot Dance Club Songs)       | 1              |
| Estados Unidos - (Billboard Dance/Mix Show Airplay)     | 1              |

## Certificações
| País (Empresa)        | Certificação | Vendas    |
| --------------------- | ------------ | --------- |
| Estados Unidos (RIAA) | Platina      | 1,000,000 |
| Austrália (ARIA)      | Ouro         | 35,000    |
| Itália (FIMI)         | Ouro         | 25,000    |
| Suécia (GLF)          | Platina      | 40,000    |
| Dinamarca (IFPI)      | Ouro         | 30,000    |